# بريانسوني
بريانسوني (بالفرنسية: Briançonnet)‏ هي بلدية فرنسية تقع في إقليم الألب البحرية من منطقة بروفنس ألب كوت دازور في جنوب شرق فرنسا. تبلغ مساحة هذه المدينة 24.32 (كم²)، وترتفع عن سطح البحر 1010 م، يبلغ عدد سكانها 191 نسمة حسب إحصاء المعهد الوطني للإحصاء والدراسات الاقتصادية سنة 2009 م. وترأس هوبير جيرمان ‏ البلدية خلال فترة (2008-2014).

## وصلات خارجية
- صفحة البلدية على موقع المعهد الوطني للإحصاء والدراسات الاقتصادية